# Dodesukaden
Dodesukaden (Japans: どですかでん) is een film uit 1970 van de Japanse filmregisseur Akira Kurosawa. De hoofdrollen worden gespeeld door de acteurs Yoshitaka Zushi, Kin Sugai en Toshiyuki Tonomura.
Dit was Kurosawa's eerste kleurenfilm, en ook de eerste film die hij in Japan opnam na zijn mislukte Hollywood-avontuur Tora! Tora! Tora!. Oorspronkelijk duurde Dodesukaden 244 minuten. De film flopte in Japan en werd door de distributiemaatschappij ingekort tot 140 minuten. Het originele negatief zou hierbij verloren zijn gegaan. Ook de nieuwe versie was geen succes en het zou tien jaar duren voor Kurosawa weer een film in Japan opnam (Kagemusha, 1980). Buiten Japan wordt Dodeskaden echter als een van Kurosawa's meesterwerken beschouwd.
De titel is afgeleid van een Japanse onomatopee voor het geluid van rijdende trams en treinen (Do-de-s'-ka-den do-de-s'-ka-den)

## Korte inhoud
Belevenissen uit het leven van een groep sloppenwijkbewoners in Tokio, die op of naast een vuilnisbelt leven. Rokkuchan, een achterlijke jongen brengt zin en routine in zijn leven door een denkbeeldige tram te besturen (met het geluid van de titel), er zijn kinderen die hun ouders steunen door te stelen en slecht betalende diensten te verlenen, een alcoholist die plannen maakt en dromen heeft om aan de armoede te ontsnappen, die echter door zijn verslaving nooit vervuld zullen worden. Armoede, ongeluk, incest, diefstal. Aan het eind is er niets veranderd ten opzichte van het begin, het leven draait in een kringetje rond. De zwakbegaafde jongen die treinbestuurder speelt is misschien nog het beste af.

## Rolverdeling
| Acteur             | Personage           |
| ------------------ | ------------------- |
| Yoshitaka Zushi    | Rokuchan            |
| Kin Sugai          | Okuni               |
| Toshiyuki Tonomura | Taro                |
| Shinsuke Minami    | Ryotaro Sawagami    |
| Yuko Kusunoki      | Misao               |
| Junzaburo Ban      | Yukichi Shima       |
| Kiyoko Tange       | Shima's vrouw       |
| Michio Hino        | Ikawa               |
| Keiji Furuyama     | Matsui              |
| Tappei Shimokawa   | Nomoto              |
| Kunie Tanaka       | Hatsutaro Kawaguchi |
| Jitsuko Yoshimura  | Yoshie              |
| Hisashi Igawa      | Masuo Masuda        |
| Hideko Okiyama     | Tatsu               |
| Hiroshi Akutagawa  | Hei                 |
| Tomoko Naraoka     | Ocho                |
| Atsushi Watanabe   | Tanba               |
| Kamatari Fujiwara  | Suicidale man       |
| Koji Mitsui        | operator            |